# Ga Nishi-Nijūhatchōme
Ga Nishi-Nijūhatchōme (西28丁目駅) là nhà ga tàu điện ngầm nằm ở Chūō, Sapporo, Hokkaidō, Nhật Bản. Nhà ga được đánh số T05.

## Bố trí ga
| G                                 | Mặt đất                                        | Lối vào/Lối ra                    |
| Sân ga                            | Sân ga cạnh, cửa sẽ mở ở bên trái              | Sân ga cạnh, cửa sẽ mở ở bên trái |
| Sân ga 1                          | đi T06 Maruyama-Kōen (Hướng đi Shin-Sapporo) → |                                   |
| Sân ga 2                          | ← đi T04 Nijūyon-Ken (Hướng đi Miyanosawa)     |                                   |
| Sân ga cạnh, cửa sẽ mở ở bên trái |                                                |                                   |

## Lịch sử
- 10 tháng 6 năm 1976: Nhà ga mở cửa cùng với thời điểm mở rộng Tuyến Tōzai từ Ga Kotoni đến Ga Shiroishi.[1]
- 30 tháng 1 năm 2009: Cửa chắn sân ga được lắp đặt và đưa vào sử dụng.[2]

## Xung quanh nhà ga
- Cửa hàng 7-Eleven – Nishi 28-chome, Kita, Sapporo

## Thống kê lượng hành khách
Theo Cục Giao thông vận tải Thành phố Sapporo, số lượng hành khách trung bình mỗi ngày trong năm tài chính 2020 là 7.865. 
Số lượng hành khách trung bình mỗi ngày trong những năm gần đây như sau.
| Năm  | Lượng hành khách trung bình mỗi ngày | Nguồn |
| ---- | ------------------------------------ | ----- |
| 2003 | 8,974                                | [ 3 ] |
| 2004 | 9,005                                | [ 3 ] |
| 2005 | 9,000                                | [ 3 ] |
| 2006 | 8,995                                | [ 3 ] |
| 2007 | 8,939                                | [ 3 ] |
| 2008 | 8,849                                | [ 3 ] |
| 2009 | 8,606                                | [ 3 ] |
| 2010 | 8,717                                | [ 3 ] |
| 2011 | 8,816                                | [ 4 ] |
| 2012 | 9,155                                | [ 4 ] |
| 2013 | 9,415                                | [ 4 ] |
| 2014 | 9,670                                | [ 4 ] |
| 2015 | 9,776                                | [ 4 ] |
| 2016 | 10,148                               | [ 5 ] |
| 2017 | 10,241                               | [ 5 ] |
| 2018 | 10,447                               | [ 6 ] |
| 2019 | 10,361                               | [ 6 ] |
| 2020 | 7,865                                | [ 7 ] |

## Hình ảnh

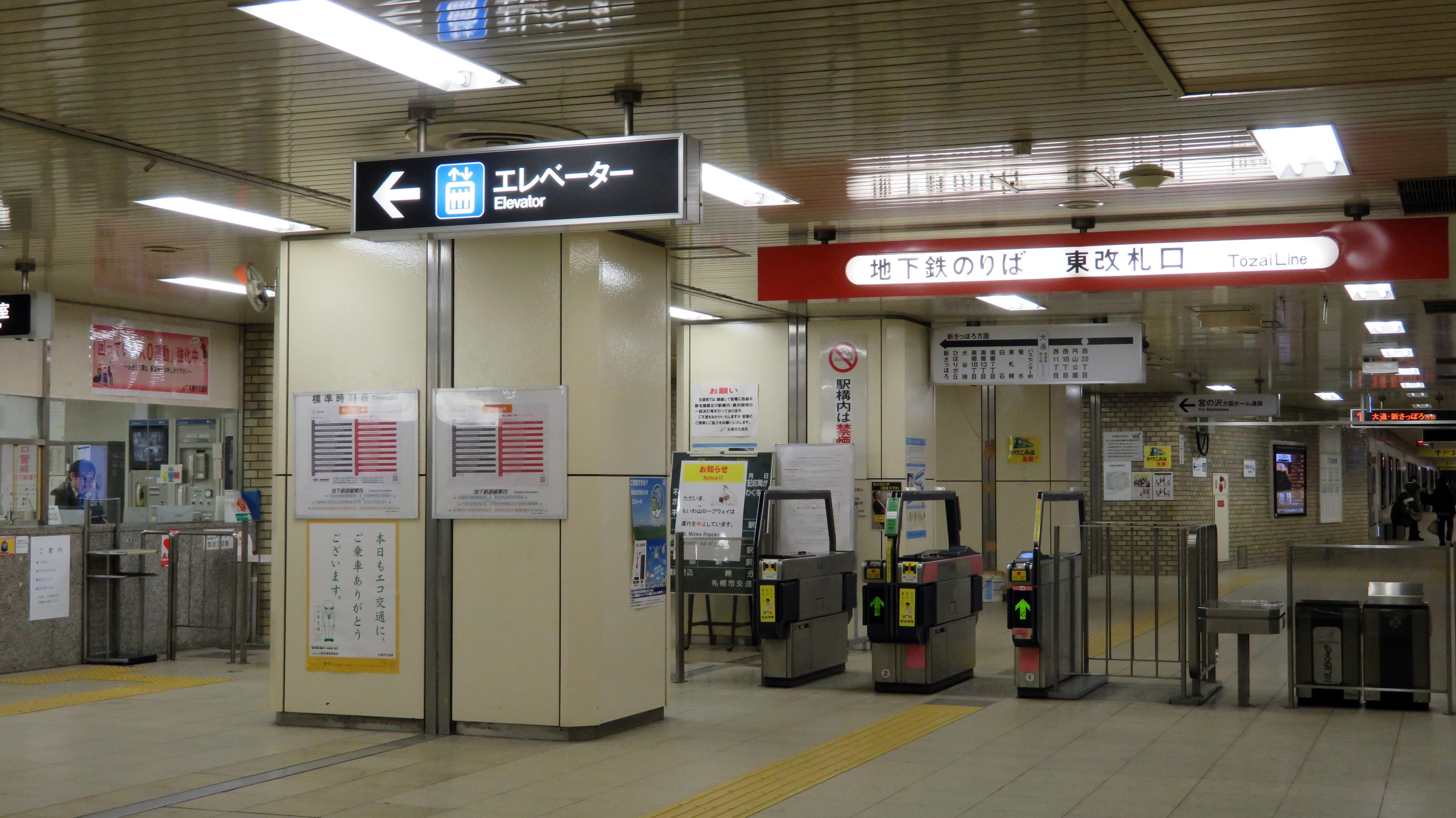
Cổng soát vé
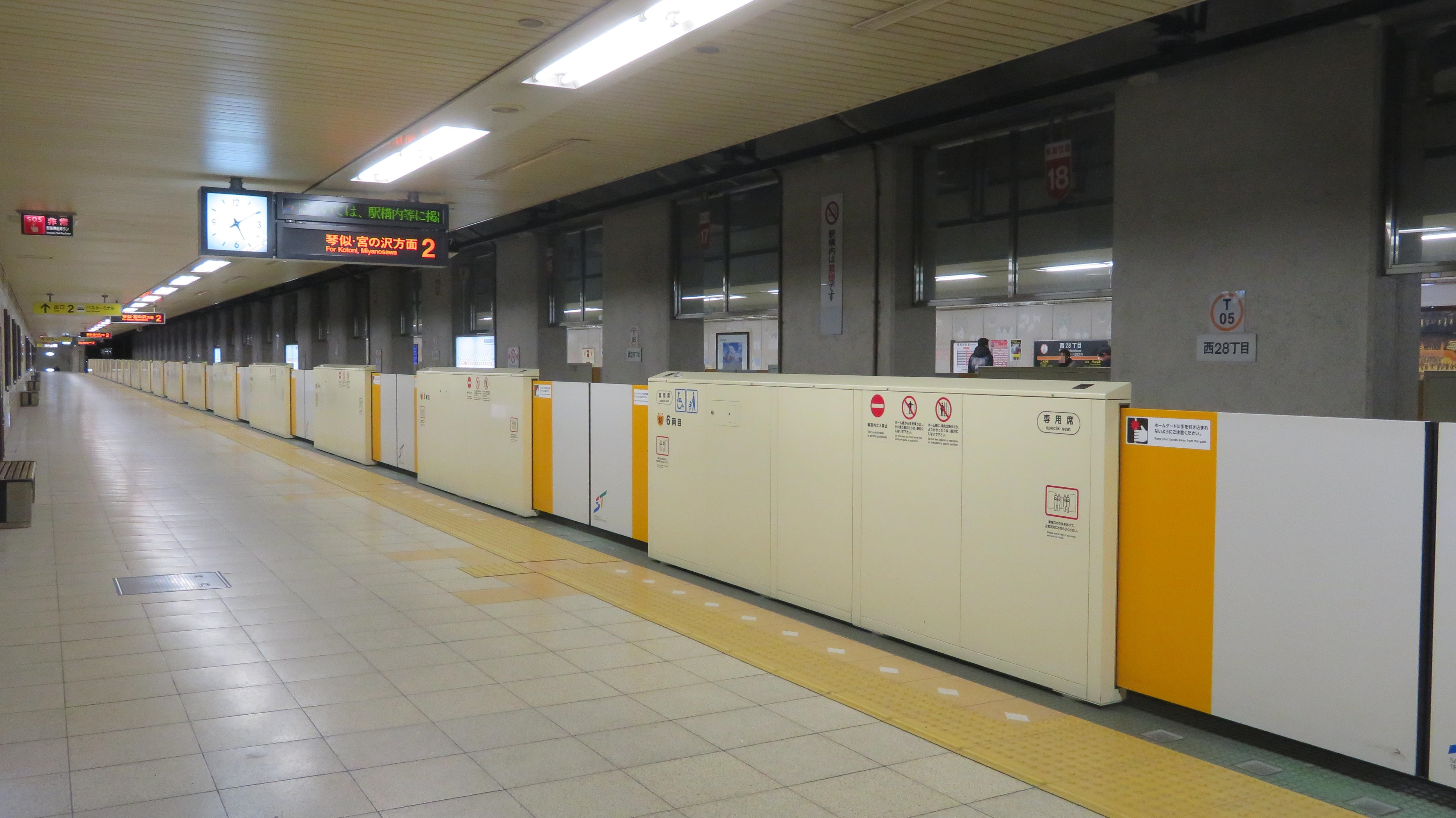
Sân ga
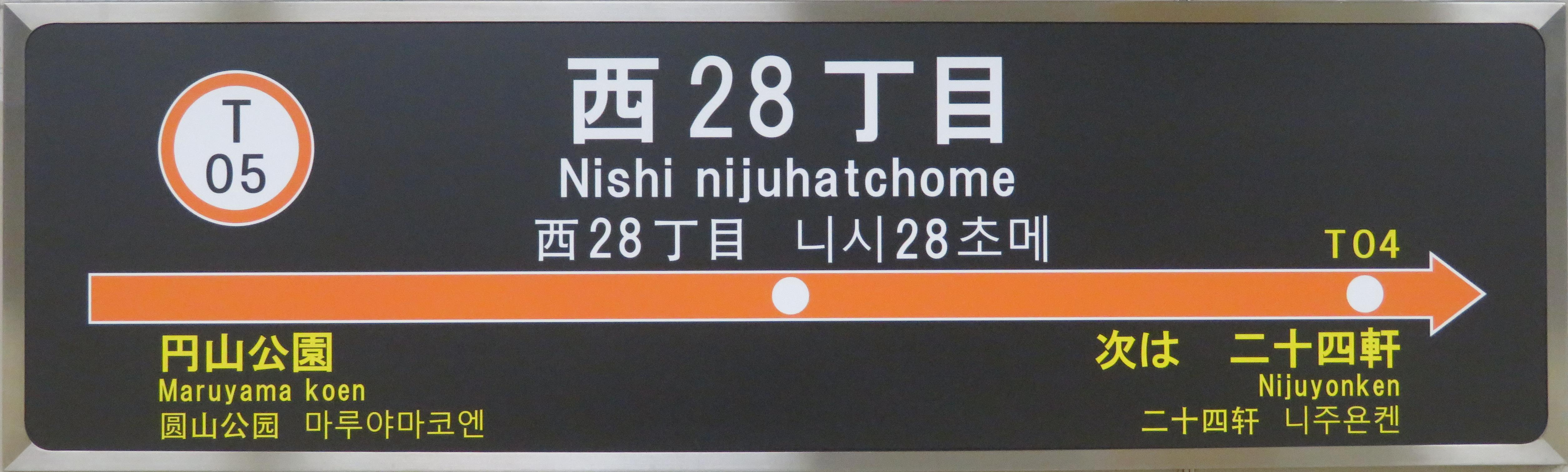
Biển tên của nhà ga